# Albertogaudrya
Albertogaudrya è un genere di mammiferi estinti, appartenente agli astrapoteri. Visse nell'Eocene medio (circa 49 - 38 milioni di anni fa) e i suoi resti fossili sono stati ritrovati in Sudamerica.

## Descrizione
Questo animale è noto per resti molto incompleti, ed è quindi difficile ipotizzarne l'aspetto. Probabilmente era un animale dalle forme pesanti e dotato di una corta proboscide o di un labbro superiore muscoloso e molto mobile, dato l'arretramento delle ossa nasali; le dimensioni dovevano essere comparabili a quelle di un odierno tapiro. Tra le caratteristiche dentarie di Albertogaudrya si ricordano il secondo premolare inferiore privo di cingulide mesiale, con una cuspide centrale di forma conica, il talonide di grosse dimensioni e il bacino del talonide profondo. Il quarto premolare inferiore era completamente molarizzato, con protoconide e metaconide distinti e con paralofide incipiente, e un talonide ben sviluppato. I molari superiori erano caratterizzati da cavità posteriori e anteriori a forma di doppia mezzaluna. 

## Classificazione
Il genere Albertogaudrya venne descritto inizialmente da Florentino Ameghino nel 1901, sulla base di resti incompleti della dentatura; la specie tipo, Albertogaudrya unica, è nota per fossili rinvenuti in terreni dell'Eocene medio della Patagonia (Argentina). Nel 1977 venne descritta una nuova specie, A. carahuasensis, dotata di premolari più piccoli e con il primo molare inferiore dotato di talonide più lungo e trigonide più ampio, e con premolari inferiori privi di cingulidi. Questa specie è nota per una mandibola rinvenuta nella provincia di Salta, in Argentina.
Albertogaudrya è attualmente considerato un membro piuttosto arcaico del gruppo degli astrapoteri, in una posizione intermedia tra le forme più antiche come Trigonostylops e quelle più derivate quali Astraponotus e i veri astrapoteriidi (Vallejo-Pareja et al., 2015).